# Цимбровський Ігор
Ігор Цимбро́вський — архітектор і музикант зі Львова, Україна. Головний архітектор музею народної архітектури та побуту «Шевченківський гай». Видав музичний альбом «Прийди янголе» (1996).

## Життєпис
Від середини 1980-х до 1994 чи 1993 року писав вірші.
Перший виступ як музиканта і виконавця відбувся у 1987 році в клубі Лісотехнічного інституту з колегою, який теж був архітектором. Пристав на пропозицію Віталія Климова брати участь у фестивалях: у 1989 році «Чорна рада» та «Червона рута», у 1991-му харківська «Нова сцена» та «Українські ночі» у Гданську.
Перший альбом записав у львівській студії в 1995 році, у 1996-му видав магнітокасетний альбом «Прийди янголе» на польському лейблі «Koka Records». Ініціатором цієї події став промоутер Віталій Бардецький, відомий також як головред журналу «Новий рок-н-рол» та артдиректор колишнього київського клубу Xlib («Хліб»). Він під час відвідин Берліна показав демокасету організаторам фестивалю «Novarosta», і ті запропонували виступити в шести клубах Берліна і Потсдама. Альбом записали в одну сесію, з роялем «Естонія» і з клацанням електроклавіш радянської «Електроніки» в композиції «Прийди янголе», без жодних додаткових ефектів. Перед ним була ще одна спроба не в професійних студійних умовах записати матеріал. Запис профінансували кілька людей, зокрема, Олександр Кривенко. Перший тираж «Прийди янголе» зі ста касет зробили для продажу під час німецького туру. Зробити це якісно у Львові було неможливо, тому Цимбровський звернувся за допомогою до власника польського лейблу «Koka Records» Влодка Наконечного. Коли ж той почув його музичний матеріал, то вирішив зробити реліз ще й у себе. Окремі пісні були у збірках «Срібна підкова» 1996 року і «Music the world does not see» 2000 року.
Наступні два роки активно виступав у Польщі та Львові. Останні виступи були в Польщі в 1998 році.
У 1999 році познайомився з молодим барабанщиком Тарасом Мельниченком, який вчився у Львові в Національній музичній академії ім. Миколи Лисенка. Разом записали альбом-сингл із п'яти композицій, «Інтермеццо», який звели для проби у 2000 році і який не знайшов особливої підтримки.
Займався живописом. У 2014 році картини Ігоря виставлялися на артпікніку Слави Фролової.
У 2016 році вийшов вініл «Прийди Янголе», частина альбому 95 року на німецькому лейблі «Offenmusic». Цей вініл вийшов повністю за ініціативи видавця.